# Adolfo Yllana
Adolfo Tito Yllana (Naga City, 6 februari 1948) is een Filipijns geestelijke en een aartsbisschop van de Rooms-Katholieke Kerk, werkzaam voor de Romeinse Curie.
Yllana werd op 19 maart 1972 priester gewijd. Op 13 december 2001 werd hij benoemd tot apostolisch nuntius voor Papoea-Nieuw-Guinea en tot titulair aartsbisschop van Montecorvino; zijn bisschopswijding vond plaats op 6 januari 2002. Op 5 februari 2002 werd hij tevens benoemd tot nuntius voor de Salomonseilanden. Vijf jaar later volgde een benoeming tot nuntius voor Pakistan en in 2010 werd hij overgeplaatst naar Congo-Kinshasa.
Yllana werd op 17 februari 2015 benoemd tot nuntius voor Australië. Op 3 juni 2021 werd hij benoemd tot nuntius voor Apostolisch nuntius voor Cyprus en Israël en tot apostolisch gedelegeerde voor Jeruzalem en Palestina. Hij trad op 17 februari 2023 af als nuntius voor Cyprus.